# Вілф Пеймент
Вілф Пеймент (англ. Wilf Paiement, нар. 16 жовтня 1955, Армстронг, Онтаріо) — колишній канадський хокеїст, що грав на позиції крайнього нападника. Грав за збірну команду Канади. 
Провів понад тисячу матчів у Національній хокейній лізі.
Молодший брат Розейра Пеймента.

## Ігрова кар'єра
Хокейну кар'єру розпочав 1971 року.
1974 року був обраний на драфті НХЛ під 2-м загальним номером командою «Канзас-Сіті Скаутс». 
Протягом професійної клубної ігрової кар'єри, що тривала 15 років, захищав кольори команд «Канзас-Сіті Скаутс», «Колорадо Рокіз», «Торонто Мейпл-Ліфс», «Квебек Нордікс», «Нью-Йорк Рейнджерс», «Баффало Сейбрс» та «Піттсбург Пінгвінс».
Загалом провів 1015 матчів у НХЛ, включаючи 69 ігор плей-оф Кубка Стенлі.
Виступав за збірну Канади.

## Нагороди та досягнення
- Учасник матчу усіх зірок НХЛ — 1976, 1977, 1978.
- Бронзовий призер чемпіонату світу 1978.

## Статистика
| Сезон        | Клуб                      | Ліга         | Регулярний сезон | Регулярний сезон | Регулярний сезон | Регулярний сезон | Регулярний сезон | Плей-оф | Плей-оф | Плей-оф | Плей-оф | Плей-оф |
| Сезон        | Клуб                      | Ліга         | І                | Г                | П                | О                | ШХ               | І       | Г       | П       | О       | ШХ      |
| ------------ | ------------------------- | ------------ | ---------------- | ---------------- | ---------------- | ---------------- | ---------------- | ------- | ------- | ------- | ------- | ------- |
| 1971–72      | «Ніагара Фоллс Флаєрс»    | ОХЛ          | 34               | 6                | 13               | 19               | 74               | —       | —       | —       | —       | —       |
| 1972–73      | «Сент-Кетерінс Блек Гокс» | ОХЛ          | 61               | 18               | 27               | 45               | 173              | —       | —       | —       | —       | —       |
| 1973–74      | «Сент-Кетерінс Блек Гокс» | ОХЛ          | 70               | 50               | 73               | 123              | 134              | —       | —       | —       | —       | —       |
| 1974–75      | «Канзас-Сіті Скаутс»      | НХЛ          | 78               | 26               | 13               | 39               | 101              | —       | —       | —       | —       | —       |
| 1975–76      | «Канзас-Сіті Скаутс»      | НХЛ          | 57               | 21               | 22               | 43               | 121              | —       | —       | —       | —       | —       |
| 1976–77      | «Колорадо Рокіз»          | НХЛ          | 78               | 41               | 40               | 81               | 101              | —       | —       | —       | —       | —       |
| 1977–78      | «Колорадо Рокіз»          | НХЛ          | 80               | 31               | 56               | 87               | 114              | 2       | 0       | 0       | 0       | 7       |
| 1978–79      | «Колорадо Рокіз»          | НХЛ          | 65               | 24               | 36               | 60               | 80               | —       | —       | —       | —       | —       |
| 1979–80      | «Колорадо Рокіз»          | НХЛ          | 34               | 10               | 16               | 26               | 41               | —       | —       | —       | —       | —       |
| 1979–80      | «Торонто Мейпл-Ліфс»      | НХЛ          | 41               | 20               | 28               | 48               | 72               | 3       | 0       | 2       | 2       | 17      |
| 1980–81      | «Торонто Мейпл-Ліфс»      | НХЛ          | 77               | 40               | 57               | 97               | 145              | 3       | 0       | 0       | 0       | 2       |
| 1981–82      | «Торонто Мейпл-Ліфс»      | НХЛ          | 69               | 18               | 40               | 58               | 203              | —       | —       | —       | —       | —       |
| 1981–82      | «Квебек Нордікс»          | НХЛ          | 8                | 7                | 6                | 13               | 18               | 14      | 6       | 6       | 12      | 28      |
| 1982–83      | «Квебек Нордікс»          | НХЛ          | 80               | 26               | 38               | 64               | 170              | 4       | 0       | 1       | 1       | 4       |
| 1983–84      | «Квебек Нордікс»          | НХЛ          | 80               | 39               | 37               | 76               | 121              | 9       | 3       | 1       | 4       | 24      |
| 1984–85      | «Квебек Нордікс»          | НХЛ          | 68               | 23               | 28               | 51               | 165              | 18      | 4       | 2       | 6       | 58      |
| 1985–86      | «Квебек Нордікс»          | НХЛ          | 44               | 7                | 12               | 19               | 145              | —       | —       | —       | —       | —       |
| 1985–86      | «Нью-Йорк Рейнджерс»      | НХЛ          | 8                | 1                | 6                | 7                | 13               | 16      | 5       | 5       | 10      | 45      |
| 1986–87      | «Баффало Сейбрс»          | НХЛ          | 56               | 20               | 17               | 37               | 108              | —       | —       | —       | —       | —       |
| 1987–88      | «Піттсбург Пінгвінс»      | НХЛ          | 23               | 2                | 6                | 8                | 39               | —       | —       | —       | —       | —       |
| 1987–88      | «Маскігон Ламберджекс»    | ІХЛ          | 28               | 17               | 18               | 35               | 52               | 5       | 0       | 2       | 2       | 15      |
| Усього в НХЛ | Усього в НХЛ              | Усього в НХЛ | 946              | 356              | 458              | 814              | 1,757            | 69      | 18      | 17      | 35      | 185     |